# 埃雷比角

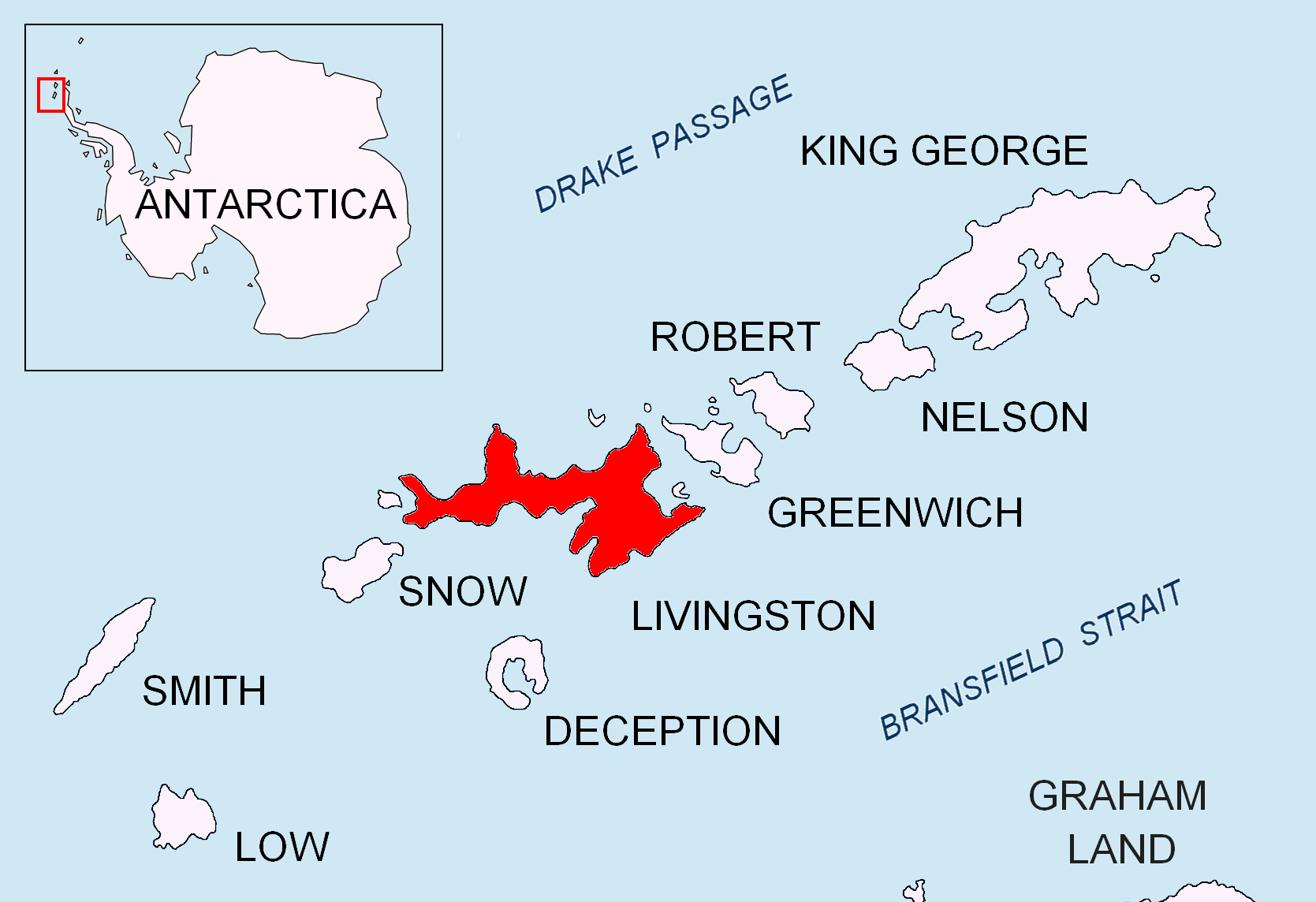

埃雷比角（英語：Ereby Point）是南極洲的海岬，位於南設得蘭群島中利文斯頓島的南灣北岸，處於漢娜角東北面7.2公里，現時由南極條約體系管理。

## 外部連結
- SCAR Composite Antarctic Gazetteer（页面存档备份，存于）.

62°38′S 60°27′W / 62.633°S 60.450°W